# John Kolb
John Phillip Kolb (* 1860 in Baltimore, Maryland; † 16. Februar 1943 New York (Bundesstaat)) war ein US-amerikanischer Schauspieler.
Kolb begann im Alter von 65 Jahren eine kurze zweijährige Filmkarriere mit zwölf Filmen, die heute noch bekannt sind.

## Filmographie (Auswahl)
- 1925: Knockout
- 1926: Männer von Stahl (Men of Steel)
- 1926: Eheketten (Mismates)
- 1926: The Prince of Tempters
- 1926: Twinkletoes
- 1927: Slippery Silks
- 1927: Fräulein – Bitte Anschluss!
- 1927: See You in Jail
- 1927: Lost at the Front
- 1927: Die Welt in Flammen (The Patent Leather Kid)
- 1927: Der Dritte stört (Three’s a Crowd)
- 1927: The Gorilla